# Вудсборо (Меріленд)
Вудсборо (англ. Woodsboro) — місто (англ. town) в США, в окрузі Фредерік штату Меріленд. Населення — 1092 особи (2020).

## Географія
Вудсборо розташоване за координатами 39°32′2″ пн. ш. 77°18′35″ зх. д. / 39.53389° пн. ш. 77.30972° зх. д. (39.533802, -77.309770).  За даними Бюро перепису населення США в 2010 році місто мало площу 1,85 км², з яких 1,85 км² — суходіл та 0,01 км² — водойми.

## Демографія
Згідно з переписом 2010 року, у місті мешкала 1141 особа в 423 домогосподарствах у складі 306 родин. Густота населення становила 616 осіб/км².  Було 443 помешкання (239/км²).
Расовий склад населення:
| - 91,9 % — білих - 3,7 % — чорних або афроамериканців - 1,3 % — азіатів - 0,1 % — корінних американців - 1,1 % — осіб інших рас |

До двох чи більше рас належало 1,9 %. Частка іспаномовних становила 4,0 % від усіх жителів.
За віковим діапазоном населення розподілялося таким чином: 27,0 % — особи молодші 18 років, 60,9 % — особи у віці 18—64 років, 12,1 % — особи у віці 65 років та старші. Медіана віку мешканця становила 41,1 року. На 100 осіб жіночої статі у місті припадало 87,4 чоловіків;  на 100 жінок у віці від 18 років та старших — 91,1 чоловіків також старших 18 років.
Середній дохід на одне домашнє господарство  становив 103 332 долари США (медіана — 86 635), а середній дохід на одну сім'ю — 119 477 доларів (медіана — 101 458). Медіана доходів становила 58 036 доларів для чоловіків та 42 391 долар для жінок. За межею бідності перебувало 10,9 % осіб, у тому числі 16,6 % дітей у віці до 18 років та 9,2 % осіб у віці 65 років та старших.
Цивільне працевлаштоване населення становило 621 осіб. Основні галузі зайнятості: освіта, охорона здоров'я та соціальна допомога — 21,6 %, роздрібна торгівля — 11,9 %, публічна адміністрація — 10,6 %, мистецтво, розваги та відпочинок — 10,1 %.